# Лисун Канестріні
Лисун Канестріні (Pomatoschistus canestrinii) — вид риб родини бичкових (Gobiidae). Поширений у лагунах і річках уздовж берегів Адріатичного моря.

## Опис
Дрібна риба, завдовжки до 7 см, масою до 3,3 г. Від місцевих бичків самці відрізняються наявністю на тілі маленьких чорних цяток.

## Поширення
Поширений уздовж берегів Адріатики від дельти річки По (Італія) до Неретви (Хорватія). Був вселений до озера Тразімено, центральна Італія.

## Охорона
На більшій частині ареалу стан природних популяцій виду наразі залишається більш-менш стабільним, за що він, згідно з Червоним списком МСОП, отримав охоронний статус «відносно благополучний вид». Але в окремих регіонах спостерігається тенденція до зниження чисельності популяції видуТому лисун Канестріні занесений до Додатку 3 Бернської конвенції (охоронна категорія: вид підлягає особливій охороні), а також до Директиви Європейського Союзу 92/43/ЄС «Про збереження природних оселищ та видів природної фауни і флори» (Додаток IV. Види рослин і тварин, що становлять особливий інтерес для Європейського Союзу, які потребують суворих заходів охорони).